# بني مجريش (سيدي العايدي)
بني مجريش هي إحدى مشيخات المملكة المغربية، تتبع جغرافيا لإقليم سطات وإداريًا لسيدي العايدي. يقدر عدد سكانها بـ 3407 نسمة حسب الإحصاء الرسمي للسكان والسكنى لسنة 2004.